# Pardal dels sacsaüls
El pardal dels sacsaüls és una espècie d'ocell de la família dels passèrids (Passeridae)

## Hàbitat i distribució
Habita riberes, matolls, ciutats, conreus i oasis de zones àrides d'Àsia, al sud del Kazakhstan, Turkmenistan, sud de Mongòlia i nord de la Xina.